# Szpital św. Anny w Miechowie
Szpital św. Anny w Miechowie – szpital założony na podwalinach szpitala średniowiecznego. Obecnie (2008) dysponuje 330 łóżkami w 11 oddziałach. Dodatkowo w oddziałach funkcjonuje 21 sal zabiegowych, dostosowanych do wykonywania opatrunków i drobnych zabiegów. Szpital wyposażony jest w oddział ratownictwa medycznego. Zatrudnienie wynosi 463 osoby. Szpital rzeczowo i finansowo wspierany jest przez Fundację Szpitala św Anny w Miechowie, zarządzającą również apteką na terenie szpitala.

## Historia
Historia szpitala sięga okresu średniowiecza, kiedy opiekowali się nim bożogrobcy. Po kasacie zakonu szpital przejęły władze miejskie, a od 1842 kościelne. Po spłonięciu budynku szpitala w 1863 w wyniku przegranej przez powstańców bitwie pod Miechowem, w 1874 rozpoczęto budowę nowego pawilonu. Placówkę oddano do użytku w 1875, nadając jej imię św. Anny. Z rozmachu przedsięwzięcia drwił 11 maja 1875 na łamach Kuriera Warszawskiego Bolesław Prus, stwierdzając, że „Poczciwi miechowiacy mając zaledwie fundusz na założenie szpitalika, wybudowali szpitalisko ogromne /!/, w którym oprócz murów i dachu, nic więcej nie ma i nie będzie, ponieważ rozeszły się pieniądze”. 
W 1948 nazwę szpitala zmieniono na Macieja z Miechowa. Do starego nazewnictwa powrócono w 1992.
Szpital w 1966 liczył 180 łóżek i zatrudniał 21 lekarzy. W 1984 oddano kolejny nowy budynek szpitala obliczony na 417 łóżek. W 2003 na terenie szpitala powstało lądowisko dla śmigłowców sanitarnych. Pod koniec 2006 szpital był zadłużony na ok. 2,8 mln zł.